# Kathia Bolio Pinelo
Kathia María Bolio Pinelo (Mérida, Yucatán, 13 de diciembre de 1977) es una política mexicana, miembro del Partido Acción Nacional (PAN). Ha sido en dos ocasiones diputada federal.

## Biografía
Es licenciada en Derecho y tiene estudios de diplomados en Auditoria Legal y de Gabinete; Transparencia y Rendición de Cuentas; y, Administración Pública y Política Pública.
Es miembro activo del PAN desde 2006, en el partido ha ocupado los cargos de secretaria municipal y estatal de Promoción Política de la Mujer, consejera estatal y nacional, integrante del comité estatal del partido en Yucatán, y comisionada nacional para la Atención de la Violencia Política por Razón de Género.
De 2001 a 2004 fue jefa de departamento en la Contraloría General de Yucatán y de 2004 a 2007 fue subdirectora en la Comisión de Vías Terrestres de Yucatán, ambas en la administración del gobernador Patricio Patrón Laviada. De 2007 a 2010 fue coordinadora de auditorías legales de la Contraloría del Municipio de Mérida en el gobierno del presidente municipal César Bojórquez Zapata.
En 2015 fue elegida por primera ocasión diputada federal por la vía de la representación proporcional a la LXIII Legislatura que concluyó en 2018, y en la que fue presidenta de la comisión Cobre la no discriminación; secretaria de las comisiones de Atención a Grupos Vulnerables; y, Para revisar y analizar la legislación y política en materia de atención a la niñez y la adolescencia con autismo y otros trastornos generalizados del desarrollo; así como integrante de las comisiones de Desarrollo Municipal; y, de Protección Civil.
En las elecciones estatales de 2018 fue elegida diputada a la LXII Legislatura del Congreso del Estado de Yucatán por representación proporcional para el periodo de ese año a 2021. En 2021 fue elegida por segunda ocasión diputada federal por la vía plurinominal a la LXV Legislatura que concluirá en 2024. En esta legislatura ocupa los cargos de secretaria de las comisiones de Derechos Humanos; y, de Diversidad; así como integrante de la comisión de Justicia.